# دمیتری آساناو
دمیتری آساناو (بلاروسی: Дзмітрый Сяргеевіч Асанаў؛ زادهٔ ۱۸ مهٔ ۱۹۹۶) بوکسور اهل بلاروس است.